# Funilândia
Funilândia is een gemeente in de Braziliaanse deelstaat Minas Gerais. De gemeente telt 3.852 inwoners (schatting 2009).

## Aangrenzende gemeenten
De gemeente grenst aan Baldim, Jequitibá, Matozinhos, Prudente de Morais en Sete Lagoas.